# KkStB 28 sorozatú szerkocsi
A kkStB 28 sorozatú szerkocsi egy szerkocsitípus volt a k. k. österreichisvche Statbahnen (kkStB)-nél, amely szerkocsik eredetileg az Österreichischen Nordwestbahn-tól származtak.
Az ÖNWB ezeket a szerkocsikat 1901-től rendelte a Ringhoffer Prága-Smichov gyárától.
A kkStB az államosítás után a szerkocsikat a kkStB 28 sorozatba osztotta be. A szerkocsik végig a kkStB 15 sorozatú mozdonyokkal voltak kapcsolva.

## Fordítás
- Ez a szócikk részben vagy egészben  a   kkStB Tenderreihe 28 című német Wikipédia-szócikk fordításán alapul.  Az eredeti cikk szerkesztőit annak laptörténete sorolja fel. Ez a jelzés csupán a megfogalmazás eredetét és a szerzői jogokat jelzi, nem szolgál a cikkben szereplő információk forrásmegjelöléseként.